# Lawrence Livermore National Laboratory
Lawrence Livermore National Laboratory (LLNL) je americké federální výzkumné zařízení v Livermore v Kalifornii ve Spojených státech, založené Kalifornskou univerzitou v Berkeley v roce 1952. Původně byla pobočkou Lawrence Berkeley National Laboratory, v roce 1971 se Lawrence Livermore Laboratory osamostatnila a v roce 1981 byla označena za národní laboratoř.
Laboratoř Lawrence Livermore je federálně financovaným výzkumným a vývojovým centrem (FFRDC), je financována především Ministerstvem energetiky USA (DOE) a řízena a provozována společností Lawrence Livermore National Security, LLC (LLNS), společným podnikem (partnerstvím) Kalifornské univerzity, společností Bechtel, BWX Technologies, AECOM a Battelle Memorial Institute ve spojení s Texas A&M University System. V roce 2012 byl po laboratoři pojmenován syntetický chemický prvek livermorium (prvek 116).

## Mise a cíle
Lawrence Livermore National Laboratory má za cíl zvyšování bezpečnosti Spojených států amerických prostřednictvím vědeckého výzkumu a využití nových technologií. Její mise pokrývá osm oblastí zájmu: 
- Biologická bezpečnost (Biosecurity) – ochrana proti biologickým hrozbám
- Protiteroristická opatření (Couterterrorism) – prevence a mitigace hrozeb, zahrnujících chemické, biologické, radiologické, jaderné či vysoce explozivní materiály
- Obrana (Defense) vědeckotechnická podpora ministerstva obrany
- Energetika (Energy) – podpora národní bezpečnosti prostřednictvím vývoje nových energetických řešení včetně posouzení jejich dopadu na životní prostředí[3][4]
- Výzvědná činnost (Intelligence) – analytická a operační podpora výzvědných operací prostřednictvím unikátních vědeckotechnických řešení
- Nešíření jaderných zbraní (Nonproliferation) – vývoj inovativních řešení pro podporu mise nešíření jaderných zbraní
- Věda (Science) – základní vědecký výzkum v oblastech podporujících národní bezpečnost
- Zbraně (Weapons) – zajištění bezpečnosti a spolehlivosti jaderných odstrašovacích prostředků